# 木原奈津子
木原 奈津子（きはら なつこ、1969年 - ）は、日本の女性クラシックピアニスト。北海道釧路市出身。母はピアノ講師。弟はジャズピアニストの木原健太郎。

## 来歴

### 幼少期
- 1969年～1978年、母のピアノレッスンを聴く環境下で自然にピアノに親しむ。
- 1979年、小学4年の時に、初めて釧路湿原を見た時に作った曲「湿原の春」を作曲。ヤマハの教材に取り上げられる。

### 青年期
- 1986年、弟で、後のジャズピアニスト・木原健太郎と姉弟コンサート「木原奈津子＆木原健太郎Joyful Concert」を開催する。姉・ピアノ、弟・エレクトーンで演奏した。

### ピアニスト時代
- 2007年、5月27日に聴衆100余名を集めて『世界の歌がきこえる』を開催する。バイオリンの中村有絵とともに、「ルーマニア民族舞曲」「ウィーン風小行進曲」「ロンドンデリー」「哀愁のトリステ」などの5曲を演奏する。11月23日、財団法人釧新教育芸術振興基金（春日井茂理事長）が主催する、釧路地域で活躍する新進芸術家・団体に、その将来への期待を込めて贈られる『釧新郷土芸術賞』の2007年度第36回贈呈式が釧路プリンスホテルで開かれる。日本画の高橋潤、演劇の劇団「東風（とんぷう）」（片桐茂貴代表）とともに受賞した。
- 2008年、3月28日にNHK釧路放送局から放送される『タンチョウてれび』に弟の木原健太郎と生出演し、連弾を披露する。4月26日に姉弟二人により21年ぶりにジョイントライブ『木原奈津子＆木原健太郎 Joyful Concert 2008』を21年ぶりに地元の釧路・釧路市生涯学習センター「まなぼっと幣舞」大ホールで行う。

- 2009年、5月17日に釧路市民文化会館小ホールを会場とした『赤松林太郎ピアノリサイタル ～ソロと２台ピアノによるコンチェルト～』に出演する。
- 2011年、11月20日に第34回釧路交響楽団定期演奏会に出演し、エドヴァルド・グリーグ作曲ピアノ協奏曲 イ短調（作品16、1868年/1907年まで数次の改訂）を演奏する。

## 人物
- 実弟・木原健太郎との姉弟コンサート「木原奈津子＆木原健太郎Joyful Concert 2008」では、21年前のコンサート映像で開幕。映像後は舞台上の2台のピアノに姉弟が向かい合う姿がライトアップされた。
- 姉弟では、異なるジャンルのピアニストながら、「フランスの作曲家ラヴェル、アメリカの作曲家ガーシュウィンはジャンルが全く違うようであるけれども、お互いの影響を受けてクラシックとジャズの融合された音楽が誕生した」と言い、クラシックで演奏のメロディーをジャズのコードやフレーズに変えての演奏を繰り返し、重なり合う美しい響きを生み出している。

## ディスコグラフィー
- 不詳。